# Кашо Ферро, Вито
Вито Кашо Ферро или Кашоферро (Дон Вито) — видный член сицилийской мафии. В течение нескольких лет он также проворачивал дела в США. Считался Капо ди тутти капи, хотя в сицилийской мафии нет такого звания.
Кашоферро успешно создал образ галантного джентльмена-босса мафии. Дону Вито приписывается убийство нью-йоркского полицейского Джо Петрозино в 1909 году. Тем не менее, его никогда не судили за это. С наступлением фашизма в Италии Вито был арестован и приговорён к смертной казни в 1930 году. Точный год смерти остаётся неизвестным.

## Ранняя жизнь

Министерство финансов США неправильно написало имя на этом арестном листе.

Хотя многие источники определяют местом его рождения город Бизаквино, на самом деле он родился в Палермо. Его родители, Аккурсио Кашо Ферро и Санта Ипполито, были бедны и неграмотны. Семья переехала в Бизаквино, когда его отец стал кампьере (вооружённый охранник) местного помещика, барона Антонио Инглезе. Кампьере часто были связаны с деятельностью мафии. Будучи молодым, Кашо Ферро женился на учительнице из Бизаквино, которая научила его читать и писать.
По другим источникам, в раннем возрасте семья переехала в Самбука-ди-Сицилия, где он прожил около 24 лет, прежде чем переехал в Бизаквино, опору своей мафиозной власти. Его приняли в мафию в 1880-х. Повзрослев, он занимался выбиванием долгов, используя своё положение для крышевания. В 1884 году были зафиксированы первые преступные деяния Вито. Ему инкриминировали вымогательства, поджоги, угрозы и  похищение 19-летней Баронессы ди Валпетроза в 1898 году, за что он получил три года лишения свободы.

## Революционный мафиози
В местах лишения свободы он был принят в Фаши Сицилиани, популярное социалистическое и демократическое движение, Бернардино Верро, президентом движения в Корлеоне. Движению были необходимы "мускулы" в их социальной борьбе. Кашо Ферро стал президентом лиги в Бизаквино.
В 1894 году Движение было объявлено вне закона, а его члены репрессированы. Многие лидеры были посажены в тюрьму; Кашо Ферро бежал в Тунис. После отбытия наказания за свою роль в крестьянских волнениях Кашо Ферро удалось вернуться к позиции социальной власти и, надавив на власти Палермо, поставить его главным по предоставлению разрешений на эмиграцию в Корлеоне. Согласно данным специалиста по истории мафии Сальваторе Лупо, Кашо Ферро принимал участие в действиях подпольных эмиграционных сетей.

## В США
Осуждённый за похищение Баронессы Валпетроза в 1898 году, Кашо Ферро был выпущен в 1900 году. Чтобы избежать особого полицейского надзора в Сицилии, он отправился в США и прибыл в Нью-Йорк в конце сентября 1901 года. Он жил около двух с половиной лет в Нью-Йорке, выступая в качестве импортёра овощей и продуктов питания. Кроме того, он провёл шесть месяцев в Новом Орлеане.
21 мая 1902 года Кашо Ферро был арестован в связи с большой операцией по подделке денег в Хакенсаке, Нью-Джерси. Он был арестован в парикмахерской Джузеппе Романо, которая распространяла фальшивые деньги. Кашо Ферро удалось избежать вынесения обвинительного приговора, поскольку у него было алиби, что он работал на бумажной фабрике, в то время как другие члены банды были арестованы и осуждены.
В Нью-Йорке он стал ассоциироваться с семьёй Морелло из Гарлема, возглавляемой Джузеппе Морелло и Иньяцио Сайеттой. В сентябре 1904 года он вернулся на Сицилию вскоре после того, как Джозеф Петрозино из NYPD получил ордер на его арест в связи с бочковыми убийствами. Его заявка на получение гражданства США была блокирована. Петрозино следил за ним до Нового Орлеана, куда Кашо Ферро уехал, пытаясь избежать поимки.
Некоторые считают, что Кашо Ферро был одним из тех, кто принёс практику пиццо из Сицилии в США: 
Снимайте сливки с молока, не ломая бутылку. Не доводите людей до банкротства. Предложите им защиту, помогите им сделать свой бизнес процветающим, и они не только будут готовы платить, но и будут целовать ваши руки из чувства благодарности.

## Возвращение на Сицилию

Вито Кашо Ферро со своим сыном и охотничьей собакой.

Вернувшись на Сицилию, Кашо Ферро стал местным авторитетом. Он был партийным подручным Доменико Де Микеле Феррантелли, мэра Бурджо и члена парламента от коммуны Бивона, также поддерживая хорошие отношения с бароном Инглезе. Он осуществлял влияние на некоторые мафиозные коска в Бизаквино, Бурджо, Кампофьорито, Кьюза-Склафани, Контесса-Энтеллина, Корлеоне и Виллафранка-Сикула и некоторых районах Палермо.
Журналист Луиджи Бардзини внёс свой вклад в романтический образ Кашо Ферро.

## Убийство Петрозино
Кашо Ферро считается руководителем убийства нью-йоркского полицейского Джо Петрозино 12 марта 1909 года. Он был убит на площади Пьяцца Марина в Палермо; двое мужчин были замечены убегающими с места преступления. Петрозино приехал в Сицилию для сбора информации из местных полициейских архивов, чтобы помочь депортировать из Нью-Йорка итальянских гангстеров как нелегальных иммигрантов. Петрозино оставил записку, описывающую Кашо Ферро ужасным преступником, а Кашо Ферро имел при себе фотографию офицера.
Многие утверждают, что Кашо Ферро лично убил Петрозино. Легенда гласит, что Кашо Ферро извинился, что отлучается с ужина среди высшего общества в доме его политического покровителя Де Микеле Феррантелли и, взяв экипаж, поехал на Пьяцца Марина в центре Палермо. Он и Петрозино недолго разговаривали, а затем Кашо Ферро убил Петрозино, после чего вернулся и снова присоединился к обеду. Исторические реконструкции опровергают эту версию и не могут подтвердить присутствие Кашо Ферро на месте преступления.
Новость быстро распространилась по американским газетам, вызвав волну антиитальянских настроений в Нью-Йорке. Кашо Ферро настаивал на невиновности, так как у него было алиби на весь период убийства. Он оставался в доме Де Микеле Феррантелли в Бурджо. В тюрьме после ареста и во время отбытия пожизненного заключения Кашо Ферро утверждал, что он убил Петрозино. Согласно писателю Арриго Петакко и его книге 1972 года о Петрозино, Кашо Ферро сказал: «В моей жизни я убил только одного человека и сделал это бескорыстно. Петрозино был храбрым противником и заслуживал большего, чем позорная смерть от рук некоторых жестоких убийц.»
В докладе Бальдассаре Чеола, комиссара полиции Палермо, говорится, о том что преступление совершено мафиози Карло Костантино и Антонино Пассананти под руководством Кашо Ферро. Однако доказательства были косвенными, и дело фактически было закрыто, когда в июле 1911 Апелляционный суд Палермо снял обвинения с Кашо Ферро, а также с Костантино и Пассананти из-за недостаточности доказательств, чтобы отправить судить их. Убийство Петрозино так и осталось нераскрытым.

## Арест
В 1923 году субпрефект Корлеоне предупредил Министерство внутренних дел, что Кашо Ферро был одним из худших преступников, вполне способных совершить любое преступление. В мае 1925 года он был арестован как организатор убийства. Он мог бы быть освобожден под залог, как обычно, однако, с ростом фашизма, его репутация и иммунитет пошатнулись.
В мае 1926 года префект Чезаре Мори, действуя по приказу фашистского лидера Бенито Муссолини об уничтожении мафии, арестовал Кашо Ферро во время большой облавы в районе, включающем Корлеоне и Бизаквино. Крестник Кашо Ферро попросил местного помещика  вмешаться, но тот отказался, ответив: «времена изменились». Вито был осуждён за участие в 20 убийствах, 8 покушениях на убийство, 5 грабежей, 37 случаев вымогательства и 53 других преступлений, включая физическое насилие и угрозы.
Дон Вито был приговорён к пожизненному 27 июня 1930 года по старому обвинению в убийстве. до этого случая Кашо Ферро арестовывался 69 раз, но всегда был оправдан. Выслушав приговор, Кашо Ферро встал и сказал: «Джентльмены, вы не смогли получить доказательства тех преступлений, что я действительно совершил, зато осудили меня за одно, которое я не совершал». Мори хотел дать максимальную огласку произошедшему: были напечатаны плакаты с фотографиями Кашо Ферро и текстом приговора суда.

## Смерть и наследие
Наиболее распространена версия, что Вито умер по естественным причинам в 1945 году, отбывая наказание в тюрьме «Уччардоне» в Палермо. Однако итальянский автор Петаккo привёл версию в своей книге о Джо Петрозино, что Кашо Ферро, возможно, умер от обезвоживания летом 1943 года. Если верить Петакко, Кашо Ферро остался в своей камере со стороны, когда тюремные надзиратели, эвакуируя других заключённых до начала операции «Хаски», забыли о нём. Однако по словам историка Джузеппе Карло-Марино, Кашо Ферро был переведён в другую тюрьму в Поццуоли в 1940 году, и 78-летний старик погиб от обрушившегося потолка в камере во время бомбардировки союзников в 1943 году (другие источники упоминают 1942). В течение многих лет, предложение, считающееся высеченным Кашо Ферро, было разборчиво на стене камеры в Уччардоне: «Тюрьма, болезнь и нужда открывают истинное сердце человека». Заключённые считают большой честью сидеть в бывшей камере Кашо Ферро. Историки считают это скорее не фактом, а легендой.